# Janua natalensis
Janua natalensis är en ringmaskart som beskrevs av Knight-Jones 1974. Janua natalensis ingår i släktet Janua och familjen Serpulidae. Inga underarter finns listade i Catalogue of Life.